# Yli Lompolo, Norrbotten
Yli Lompolo är en sjö i Pajala kommun i Norrbotten och ingår i Torneälvens huvudavrinningsområde. Yli Lompolo ligger i Torne och Kalix älvsystem Natura 2000-område.